# Републикански път III-218
Републикански път IIІ-218 е третокласен път, част от републиканската пътна мрежа на България, изцяло на територията на област Силистра. Дължината му е 30,5 км.
Пътят се отклонява надясно при 108,9-и км на Републикански път II-21 и се насочва на юг като постепенно се изкачва на Лудогорското плато. Минава през селата Професор Иширково, Брадвари и Водно и в северната част на град Дулово се съединява с Републикански път III-216 при неговия 29,3 км.
| Пътища, отклоняващи се надясно (населено място, № на пътя, посока на пътя) | Км   | Пътища, отклоняващи се наляво (посока на пътя, № на пътя, населено място) |
| -------------------------------------------------------------------------- | ---- | ------------------------------------------------------------------------- |
| Община Силистра, II-21, 108,9 км →                                         | 0,0  | → 108,9 км, II-21, Община Силистра                                        |
| (за с. Полковник Ламбриново и летище Силистра) общински път ←              | 2,8  |                                                                           |
| (за с. Смилец) общински път ←                                              | 7,3  |                                                                           |
| (за с. Йорданово) общински път ←                                           | 8,5  |                                                                           |
| с. Професор Иширково                                                       | 10,5 | → с. Професор Иширково, общински път (за с. Казимир)                      |
| с. Брадвари                                                                | 18,6 | с. Брадвари                                                               |
| Община Дулово                                                              | 22,4 | Община Дулово                                                             |
| с. Водно                                                                   | 27,4 | с. Водно                                                                  |
| (от 89,1 км на II-21) III-216, 29,3 км, гр. Дулово →                       | 30,5 | → гр. Дулово, 29,3 км, III-216 (за 114,6 км на II-23)                     |